# Eugeniusz Briański
Eugeniusz Briański (ur. 2 lutego 1905 w Tambowie, zm. 16 listopada 1980 w Poznaniu) – polski artysta malarz narodowości rosyjskiej.

## Życiorys
Urodził się w prawosławnej rodzinie jako syn Eugeniusza Michajłowicza i Katarzyny ze Strekopytowych. W 1919 wraz z rodzicami wyjechał z Rosji Radzieckiej do Polski. Od 1922 mieszkał w Wilnie. W tym roku zdał egzaminy i został przyjęty do 5 klasy Humanistycznego Gimnazjum Męskiego Towarzystwa Rosyjskiego w Wilnie. 20 października 1926 ukończył gimnazjum i uzyskał świadectwo dojrzałości. Po ukończeniu gimnazjum został powołany do służby wojskowej w 3 Dywizjonie Artylerii Konnej w Wilnie. 3 października 1928 został przyjęty jako wolny słuchacz na Wydział Sztuk Pięknych Uniwersytetu Stefana Batorego (USB). Na USB studiował w latach 1928–1931 i w roku akademickim 1934/1935. Jego prace były prezentowane na wystawach sprawozdawczych Wydziału Sztuk Pięknych USB w latach 1933–1936. Po studiach zaczął interesować się polityką wewnętrzną państwa. 12 lutego 1936, wraz z grupą znajomych i przyjaciół, jako redaktor odpowiedzialny wydał pierwszy numer rosyjskiego czasopisma „Smiena” (ros. „Смена”, pol. „Zmiana”, niezależny literacko-społeczny organ młodzieży rosyjskiej) w nakładzie 1200–1300 egzemplarzy. Czasopismo miało bardzo radykalny charakter, antykapitalistyczny i antyfaszystowski. Drugi numer wydano 12 kwietnia 1936. Na pierwszej stronie zamieszczono, przetłumaczony na język rosyjski, projekt praw młodego pokolenia Polski, podpisany przez Henryka Dembińskiego, Lucjana Szenwalda i Wandę Wasilewską. Starosta grodzki T. Wielowiejski zarządził konfiskatę nakładu pisma, zawieszenie wydawnictwa i wszczęcie postępowania sądowego. 5 maja 1936, Sąd Okręgowy w Wilnie zatwierdził konfiskatę nakładu gazety i jej zawieszenie z powodu treści artykułów. 18 czerwca 1936, w obawie przed aresztowaniem, Briański przeprowadził się z rodziną do Poznania, gdzie zamieszkał przy ul. Grottgera 3 m 7. Rodzina mieszkała tam wspólnie z siostrą Eugeniusza, Walerią i jego matką, Katarzyną, która uprzednio z leśnikiem Włodzimierzem Puchawko sprowadziła się z Podbrodzia do nadleśnictwa Mochy. 29 kwietnia 1937 w Sądzie Okręgowym w Wilnie odbyła się rozprawa, w wyniku której, jako redaktora odpowiedzialnego czasopisma „Smiena”, skazano go na 2 miesiące aresztu w zawieszeniu na 2 lata. Zwolniono go od opłat i kosztów sądowych. Po procesie Briański powrócił do Poznania. Miał pracownię malarską niedaleko miejsca zamieszkania – przy ul. Chełmońskiego. 

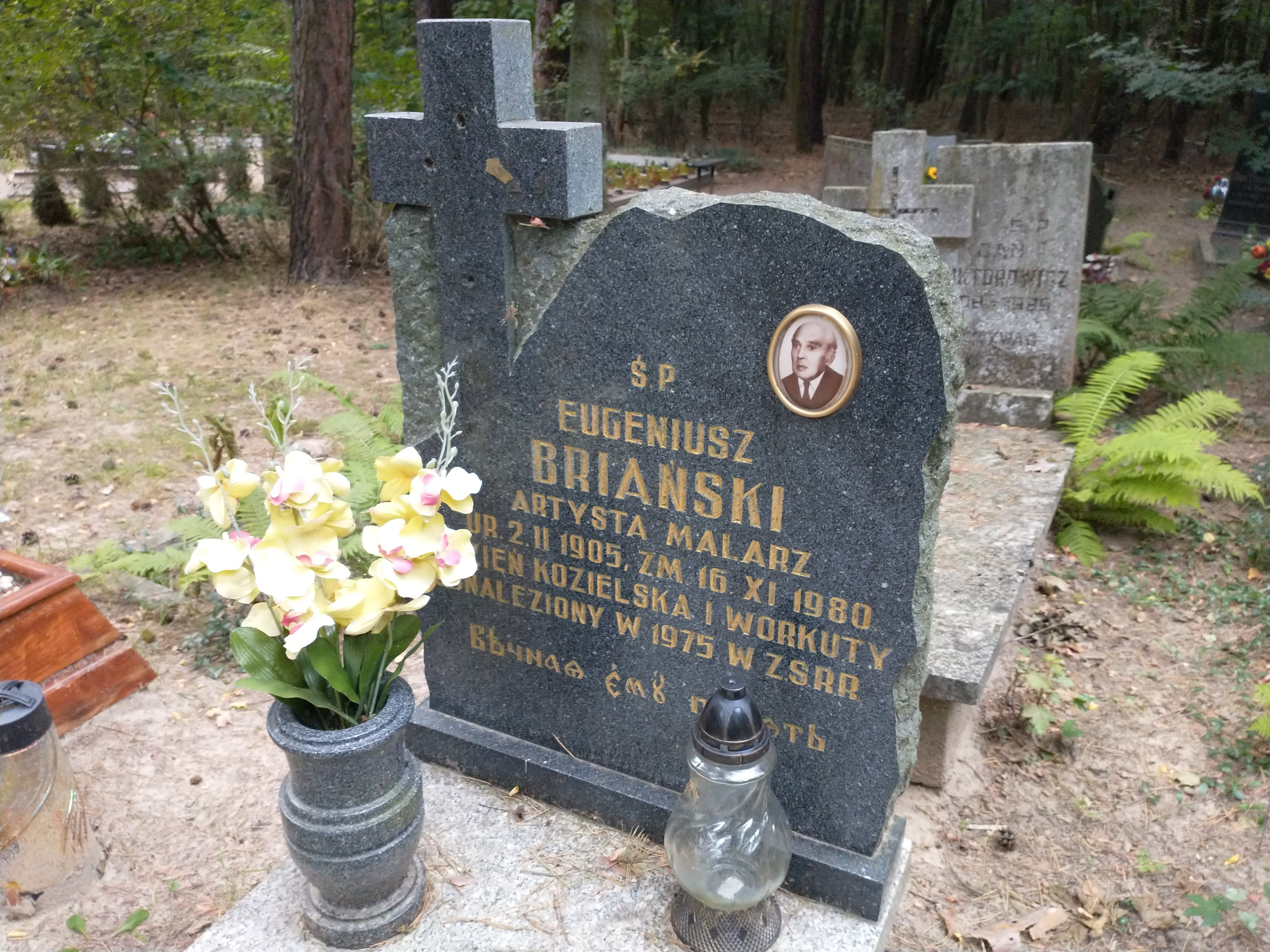
Grób na cmentarzu Miłostowo

W 1939 został zmobilizowany do Wojska Polskiego. We wrześniu 1939 dostał się do niewoli sowieckiej. W Polsce, od września 1939, nie było znane miejsce jego pobytu. W Poznaniu pozostało tylko kilka jego obrazów. Ostatnią wiadomością od niego była kartka pocztowa, wysłana z sowieckiego obozu w Kozielsku, gdzie trafił jako żołnierz Wojska Polskiego po 19 września 1939. Był też więźniem Workuty. W 1944 został wypuszczony. Bezskutecznie poszukiwał rodziny w Tambowie. Pisał listy do Polski, jednak prawdopodobnie nie opuszczały one granic ZSRR. W Tambowie zatrudnił się w klubie sportowym Dynamo jako plastyk. W połowie lat 70. XX wieku został odnaleziony jako schorowany, starszy człowiek po wylewie w Domu Weteranów Pracy w Tambowie. W marcu 1976 sprowadzono go do Poznania. Mieszkał tam aż do śmierci. Był bardzo chory i wymagał stałej opieki. Po powrocie nawiązał kontakt z dawnymi kolegami z Wydziału Sztuk Pięknych USB osiadłymi po II wojnie światowej w Polsce (Barbara i Ildefons Houwalt, Aldona Romanowiczowa, Irena Kołoszyńska, Romana Gintyłłówna i Adolf Popławski). Zmarł nagle. Pochowano go na cmentarzu Miłostowo (kwatera prawosławna).

## Życie prywatne
W 1929 ożenił się z Marią z domu Zonn (ur. 1 marca 1903, zm. 5 czerwca 1937), siostrą astronoma Włodzimierza Zonna, romanistką (studia ukończyła w 1937, tuż przed śmiercią). Z tego małżeństwa miał córkę Galinę (ur. 1930) i syna Włodzimierza (ur. 1935). W 1946 wziął drugi ślub z Aleksandrą Sziliną (ur. w 1908 w Repiowce w rejonie serdobskim). W 1947 urodził się im syn Mikołaj.